# RAF Shawbury
Base aérienne de Shawbury
La Royal Air Force Shawbury ou RAF Shawbury (ICAO : EGOS) est une base aérienne de la Royal Air Force prèsdu village de Shawbury, dans le Shropshire (Midlands de l'Ouest), en Angleterre.

## Première guerre mondiale
La station de Shawbury a été utilisée pour la première fois pour l'entraînement au vol militaire en 1917 par le Royal Flying Corps. La 29e Escadre d'entraînement a été formée le 1er septembre 1917 avec trois escadrons d'entraînement (No.10 Squadron, No.29 (Australian) (Training) Squadron et No.67 Squadron). Plusieurs types d'avions différents ont été exploités et la formation s'est poursuivie jusqu'à la fin de la guerre.
L'aérodrome a fermé en mai 1920 lorsque les effectifs de la RAF ont été considérablement réduits. Les hangars et autres bâtiments ont été démolis et le terrain a été rendu à l'agriculture.

## Seconde guerre mondiale

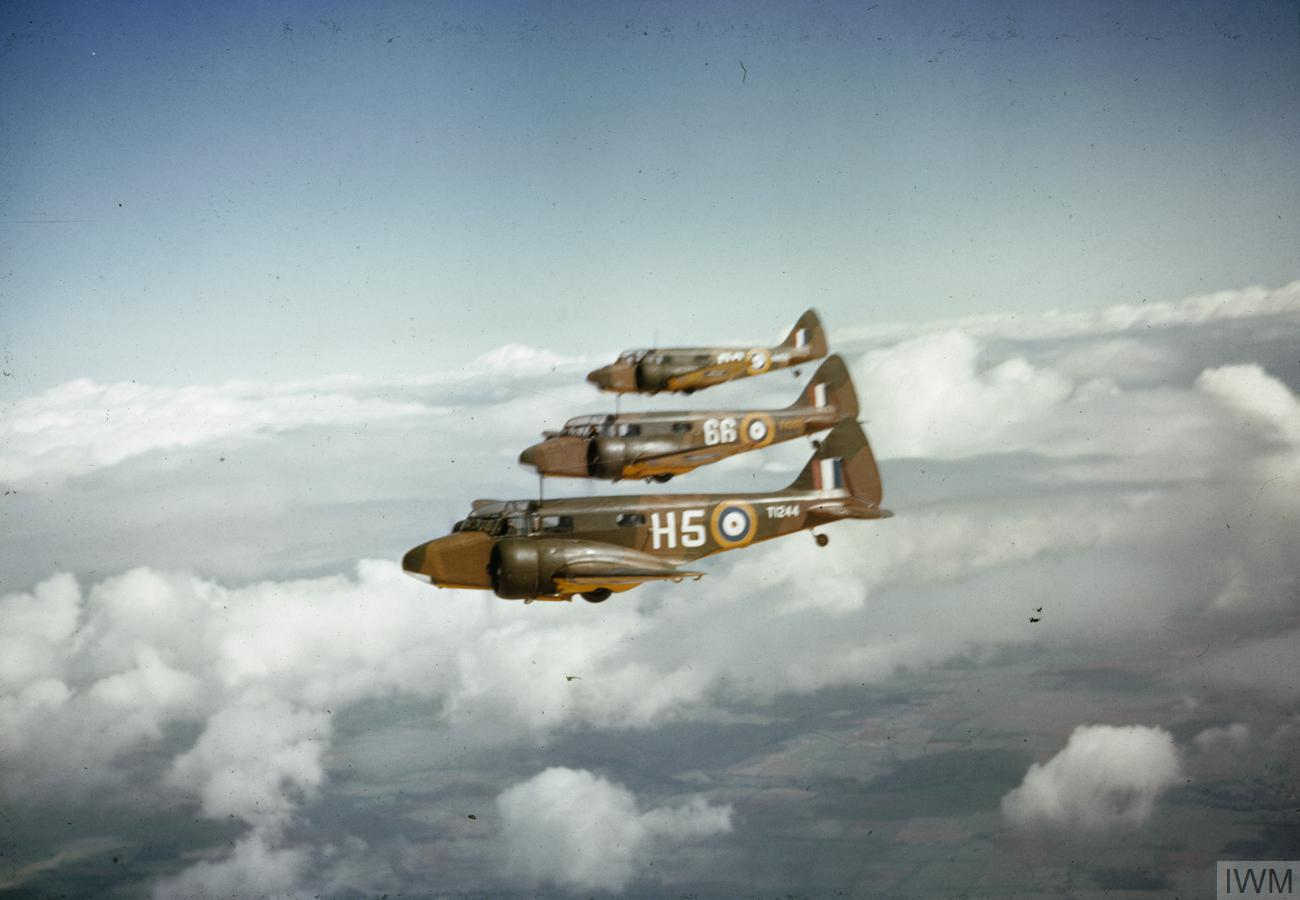
Trois Airspeed Oxford de la RAF en 1942

En février 1938, la station a été réactivée en tant qu'établissement de formation. L'aérodrome avait également des terrains d'atterrissage de secours pour les RAF Bridleway Gate (en) et RAF Bratton (en), avec des terrains d'atterrissage satellite supplémentaires. le RAF Shawbury a principalement préparé des pilotes pour des escadrons opérationnels, l'avion principal étant l'Airspeed AS.10 Oxford. En 1944, il devint le siège de la Central Navigation School, qui avait déménagé de la RAF Cranage (en), pour améliorer le niveau de navigation aérienne dans les bombardiers.

## Après-guerre

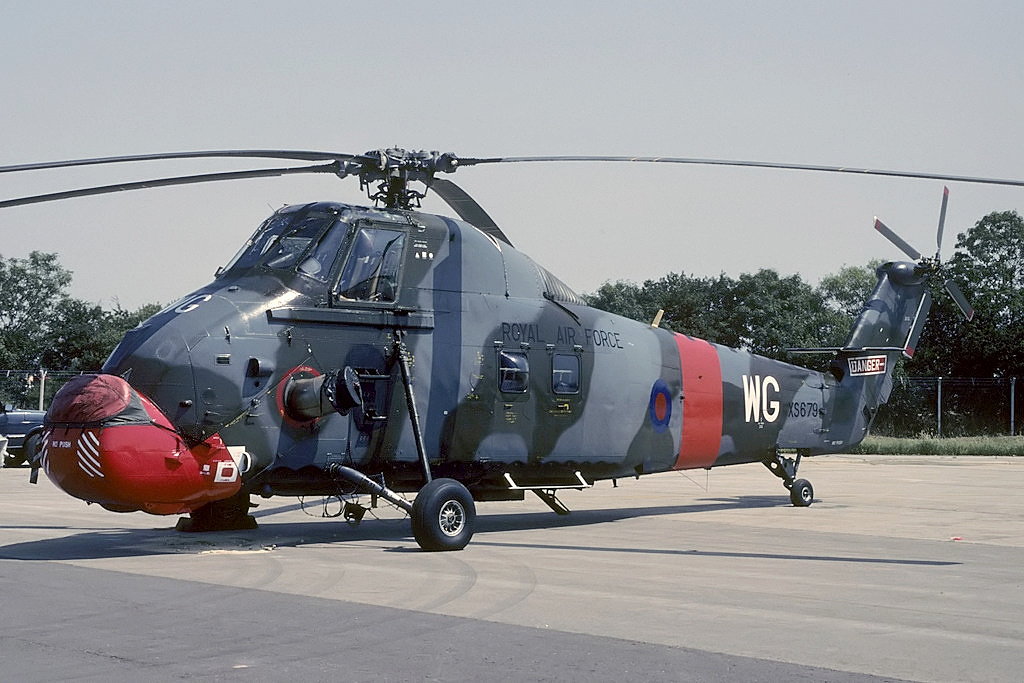
Un Westland Wessex HC.2 de l'école de pilotage no 2 basée au RAF Shawbury entre 1976 et 1997

En 1950, l'École de Contrôle de la circulation aérienne a déménagé à Shawbury, se combinant pour former l'École centrale de navigation et de contrôle. L'unité de maintenance no 27 a poursuivi ses travaux de stockage et de mise au rebut des aéronefs jusqu'à sa dissolution en juillet 1972.
Le RAF Shawbury est devenu le siège du No. 2 Flying Training School RAF en 1976, chargée de la formation de base et avancée sur hélicoptère et de l'exploitation de l'Aerospatiale Gazelle et du Westland Wessex dans ces rôles respectivement.

## Années 1990-2020
La Flying Training School a été dissoute en mars 1997 afin qu'en avril 1997, la station puisse commencer à dispenser une formation aux pilotes d'hélicoptère pour les trois forces armées britanniques, dans le cadre de la nouvelle Defence Helicopter Flying School (en).
La transition vers le H135 Juno HT1 et H145 Jupiter H1 s'est effectuée à partir de 2017 au sein du No. 1 Flying Training School RAF.

### Unités subordonnées

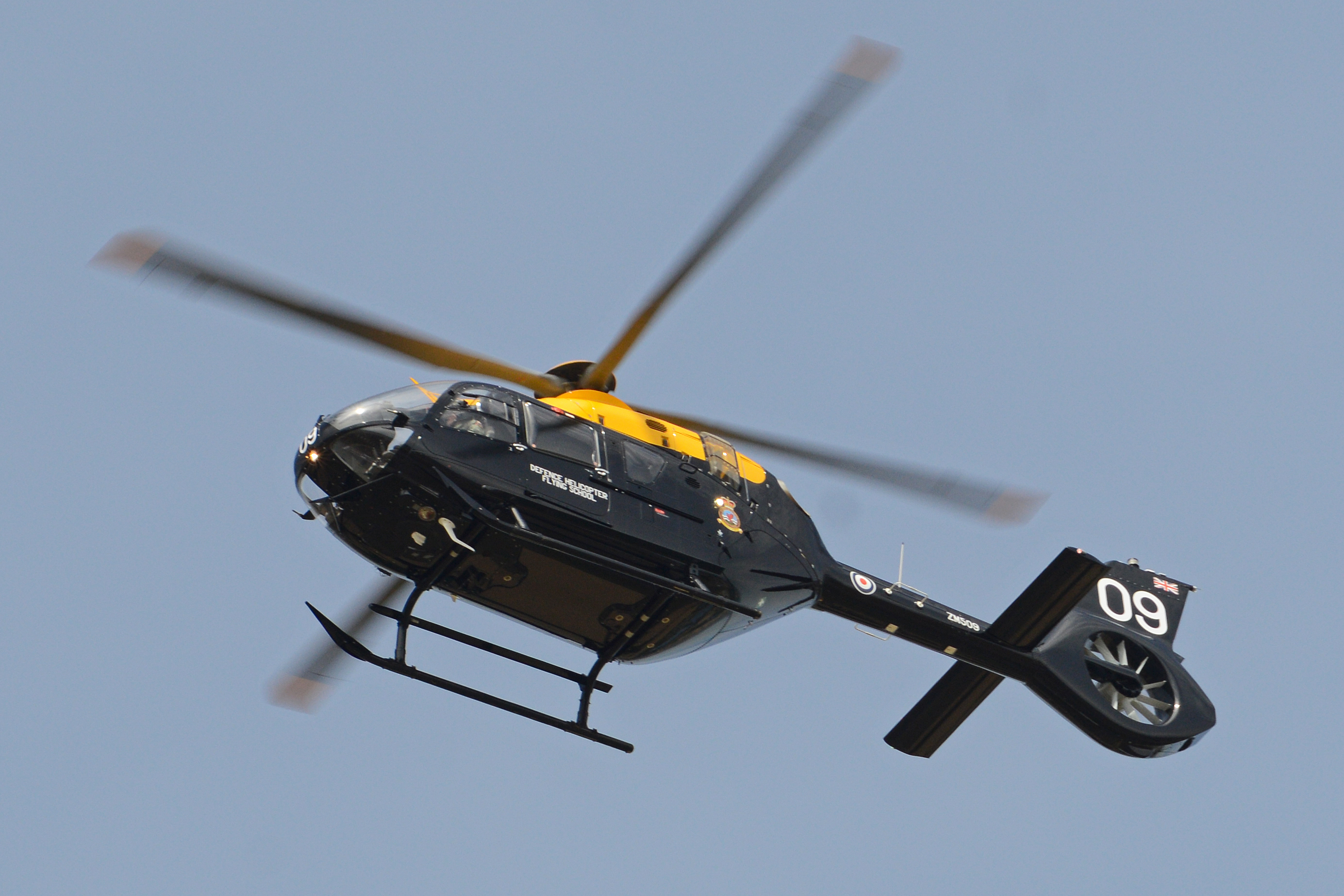
Airbus Juno HT1

Les unités volantes et notables non volantes basées à RAF Shawbury du No. 22 Group RAF (en).
- No. 1 Flying Training School RAF
  - 2nd Marine Aircraft Wing (2 MAW) :
    - No. 660 Squadron AAC (en) (Army Air Corps) - Airbus Juno HT1
    - 705 Naval Air Squadron (Fleet Air Arm) - Airbus Juno HT1

  - 9 Regiment Army Air Corps (en) :
    - No. 60 Squadron RAF (en) - Airbus Juno HT1
    - No. 670 Squadron RAF (en) (Army Air Corps) - Airbus Juno HT1
- Collège de la Défense des opérations aériennes et spatiales
  - School of Air Operations Control (en)
  - École de gestion de combat aérospatial
- Central Flying School
  - Escadron de l'École centrale de pilotage (hélicoptères)